# Полянский, Дмитрий Михайлович
Дми́трий Миха́йлович Поля́нский (род. 20 апреля 1989, Старый Оскол, Белгородская область) — российский боксёр полулёгкой и лёгкой весовых категорий, выступает за сборную с 2009 года. Пятикратный чемпион России (2010, 2012, 2014, 2015, 2016), обладатель серебряной и бронзовой медалей чемпионата Европы, мастер спорта международного класса. На соревнованиях представляет Белгородскую область, член физкультурно-спортивного общества «Динамо».

## Биография
Дмитрий Полянский родился 20 апреля 1989 года в городе Старый Оскол, Белгородская область. В детстве по наставлению родителей учился в музыкальной школе, но это ему не нравилось, и в возрасте двенадцати лет вместе с несколькими одноклассниками он записался в секцию бокса, проходил подготовку у тренера Михаила Магомедова, позже присоединился к спортивному обществу «Динамо». Первого серьёзного успеха на ринге добился в 2005 году, когда победил на юниорском первенстве России и на юниорском первенстве мира в Ливерпуле. Год спустя выиграл чемпионат Центрального федерального округа, вновь был лучшим на чемпионате России среди юниоров и выиграл серебряную медаль на молодёжном первенстве Европы. В 2009 году стал бронзовым призёром на международном турнире «Динамиада» и дебютировал на взрослом национальном первенстве, сумев дойти до стадии полуфиналов.
На чемпионате России 2010 года Полянский занял в полулёгком весе первое место, победив в финале Эдуарда Абзалимова, и эта победа помогла ему пробиться в основной состав сборной — спортсмена стали брать на крупнейшие международные турниры. В 2011 году удостоился права представлять страну на чемпионате Европы в Анкаре, дошёл до финала, но в решающем матче со счётом 14:16 уступил молдаванину Вячеславу Гожану. Также в этом сезоне выиграл серебро национального первенства, в финале потерпел поражение от Сергея Водопьянова, своего главного конкурента по сборной. В 2012 году поднялся в лёгкую весовую категорию и одержал в ней победу на чемпионате России, получил звание мастера спорта международного класса. В следующем сезоне выиграл престижный международный турнир в Венгрии, прошёл отбор на чемпионат Европы в Минске. В 2013 году выиграл бронзу на чемпионате Европы в Минске, при этом на чемпионате мира в Алма-Ате не смог пройти дальше 1/16 финала, проиграв со счётом 2:3 украинцу Дмитрию Черняку.
Проходит обучение в Белгородском государственном университете.